# Препинаки
«Препина́ки» — советская и российская группа из Санкт-Петербурга, играющая «улыбчивый фанк аквамаринового советского окраса».

## История
Группа образовалась в конце 1980-х годов по инициативе братьев Лушиных — Александра (вокал) и Виктора (клавиши), покинувших нововолновую группу «Младшие братья». Первым выступлением для нового коллектива стал рок-фестиваль, организованный журналом «Аврора» в сентябре 1989 года. Первоначально группа носила название «Знаки препинания», однако в 1990 году после выступлений в Копенгагене трансформировалось в «Знаки-препинаки» (по словам Виктора Лушина, «датчане не смогли переварить слово „препинания“»), а затем сократилось до «Препинаков». Автором песен коллектива сначала был Виктор Лушин, однако вскоре его в этом качестве сменил появившийся в группе в том же 1990 году гитарист Андрей Нуждин. Помимо вышеназванных участников состав группы на тот момент включал саксофониста Дениса Медведева, ещё одного клавишника Андрея Муратова (параллельно играл в ДДТ) и ударника Игоря Черидника.
В 1991 году группу покинул Муратов (сосредоточился на работе в ДДТ), вскоре после этого — Виктор Лушин (переехал в США), а в следующем году и Денис Медведев. Взятые взамен музыканты надолго в коллективе не задерживались, в результате чего в следующие несколько лет в группе переиграло множество питерских рок-музыкантов, неизменным оставался костяк Александр Лушин-Андрей Нуждин. Во второй половине десятилетия в состав помимо двух лидеров входили клавишник Дмитрий «Ослик» Пшишляк-Парфёнов, басист Роман Невелев (в дальнейшем участник ДДТ), ударник Игоpь Розанов.
В 1990-х годы группа была заметным явлением на клубной сцене Петербурга (выбираясь и в столицу) и выпустила несколько альбомов (не все официально). В 1996 году совместно с Эдуардом Хилем коллектив создал проект «Хиль и сыновья», в рамках которого исполнялись песни из репертуара Эдуарда Анатольевича в новых аранжировках, годом позже был записан альбом «Ходит песенка по кругу».
В 1998 году группу покинул Игорь Розанов, ему на смену вскоре пришёл Николай Лысов. В 1999 году коллектив создал ещё один проект — на этот раз с экс-участницей «Колибри» и супругой Александра Лушина Натальей Пивоваровой. В том же году из «Препинаков» в «Алису» ушёл Дмитрий Парфёнов, новым клавишником стал Илья Рогачевский. В 2000 году группа приостановила деятельность: Лушин сосредоточился на работе в театре и на телевидении, а Нуждин — на своём сайд-проекте «Солнечный удар».
В середине 2000-х годов участники группы возобновили совместные выступления. В 2011 году «Препинаки» выпустили новый альбом «Амстердам». В рецензии на альбом Борис Барабанов отметил «узнаваемый питерский саунд» группы, сравнив её с проектом Е. Фёдорова Optimystica Orchestra.
В 2018 году группа выпустила сингл «Лето, город, жара», заглавная композиция которого, по мнению Алексея Мажаева, «претендует на звание радиохита».

## Состав

### Текущий состав
- Александр Лушин — вокал
- Андрей Нуждин — гитара, музыка, слова
- Дмитрий Турьев — бас
- Илья Рогачевский — клавиши
- Игорь Розанов — барабаны

## Дискография
- 1986 — Live'86 (под названием «Младшие братья»)
- 1989 — Рефлексия (под названием «Знаки препинания»)
- 1990 — Радуйся! (под названием «Знаки-препинаки»)
- 1991 — Друг мой верный, самолёт
- 1992 — Ямайский ром
- 1992 — Фигаро здесь
- 1994 — Ча-ча-ча
- 1994 — Е-е-е
- 1995 — В шесть утра на Черной речке
- 1996 — Дядя из Иркутска
- 1999 — Куртки из клеёнки
- 2011 — Амстердам